# Ytterby landskommun
Ytterby landskommun var en tidigare kommun i dåvarande Göteborgs och Bohus län.

## Administrativ historik
I Ytterby socken i Inlands södre härad inrättades, när 1862 års kommunalförordningar trädde i kraft, denna landskommun.
Kommunen påverkades inte av 1952 års kommunreform.
Kommunen upphörde med utgången av år 1970, varefter dess område gick upp i Kungälvs kommun. Den på Hisingen belägna delen överfördes 1974 till Göteborgs kommun.
Kommunkoden var 1412.
Judiciellt sorterade Ytterby kommun under Inlands fögderi från 1966 och därefter Kungälvs fögderi. Kommunen ingick till 1928 i Inlands Södre tingslag därefter till 1948 i Inlands södra tingslag, sedan till 1955 i Inlands tingslag och därefter i Hisings, Sävedals och Kungälvs tingslag. Och åtminstone runt 1958 ingick kommunen i Kungälvs landsfiskalsdistrikt

### Kyrklig tillhörighet
I kyrkligt hänseende tillhörde kommunen Ytterby församling.

## Geografi
Ytterby landskommun omfattade den 1 januari 1952 en areal av 43,09 km², varav 41,04 km² land.

### Tätorter i kommunen 1960
| Tätort           | Folkmängd |
| ---------------- | --------- |
| Kungälvs Ytterby | 915       |
| Kungälv, del ava | 149       |

Tätortsgraden i kommunen var den 1 november 1960 46,0 procent.

## Politik

### Mandatfördelning i valen 1950–1966
| 8 | 12 |

| 20 |

| 10 | 10 |

| 18 |

| 11 | 9 |

| 20 |

| 10 | 10 |

| 20 |

| 16 | 4 | 4 | 6 |

| 28 |

| 16 | 4 | 4 | 6 |

| 29 |

| 17 | 4 | 4 | 5 |

| 28 |

| 14 | 5 | 5 | 6 |

| 27 |